# El Clot del Moro
El Clot del Moro és un paratge del municipi de Castellar de n'Hug (Berguedà), i antiga entitat de població  actualment deshabitada, on a principis del segle XX s'hi va construir la Fàbrica de Ciment Asland, el Xalet del Clot del Moro i una sèrie d'habitatges a manera de colònia industrial, tot i que no va arribar a constituir pròpiament una colònia.

## Descripció
A l'entorn de la fabrica es van construir uns edificis que recorden els de les colònies industrials. L'element central era la casa dels
convidats o de les autoritats, al costat de la qual hi ha una església que imita l'estil romànic. La casa fou construïda per l'arquitecte Lluís Homs i Moncusí. Es va construir un bloc de cases per als tècnics i un altre per a la guàrdia civil. En canvi solament hi havia dos blocs per als obrers. No es va desenvolupar una verdadera colònia industrial perquè la majoria de personal provenia de Castellar de n'Hug o de la Pobla de Lillet. Es comenta que a l'hivern quan tot estava nevat els de Castellar hi havien d'arribar tot caminant per sobre la canonada perquè el fregament de l'aigua en baixar desprenia una escalfor que feia fondre la neu. Alguns de la Pobla que tenien sort utilitzaven el carrilet.